# Liste des comtes d'Aarberg
Le comté d'Aarberg, qui faisait partie du district du Seeland depuis la construction d'Aarberg en 1027 par Ernest II de Souabe, entre dans les domaines des seigneurs de Neuchâtel en 1170 lorsque l'empereur Frédéric Barberousse leur transmet l'office de bailli de Bienne, qui deviendra héréditaire. Ce bailliage comprend le Val-de-Saint-Imier et la montagne de Diesse très proche. En 1180 ils reçoivent également l'investiture de plusieurs fiefs suisse-allemands et suisse-romands de la part de l'évêque de Lausanne Landri de Durnes. 

## Histoire
Lors de la disparition du dernier membre de la Maison de Zähringen en 1218 c'est l'occasion pour la Maison de Neuchâtel de prendre son indépendance et son essor en se voyant remettre la plupart des droits impériaux et le titre de vassaux immédiats de l'empire. Ulrich III de Neuchâtel, comte de Neuchâtel, de Fenis, d'Aarberg et seigneur d'Arconciel-Illens et de Valangin fait d'Aarberg le centre d'une seigneurie au XIIIe siècle par la fondation de la ville, entre 1220 et 1225. Situé sur une île, entre l'Aar et la petite Aar, Aarberg est le seul point de passage entre Berne et Büren an der Aare et est édifiée sur l'emplacement d'un village plus ancien. Après le décès d'Ulrich III de Neuchâtel en 1225 son héritage est partagé entre ses trois fils laïcs : Rodolphe Ier recevant le comté de Nidau, Berthold Ier celui de Strassberg et Ulrich IV celui d'Aarberg.
- Ulrich II de Neuchâtel
  - Rodolphe II de Neuchâtel
    - Maison de Neuchâtel

  - Ulrich III de Neuchâtel
    - Rodolphe Ier de Neuchâtel-Nidau
      - Maison de Neuchâtel-Nidau

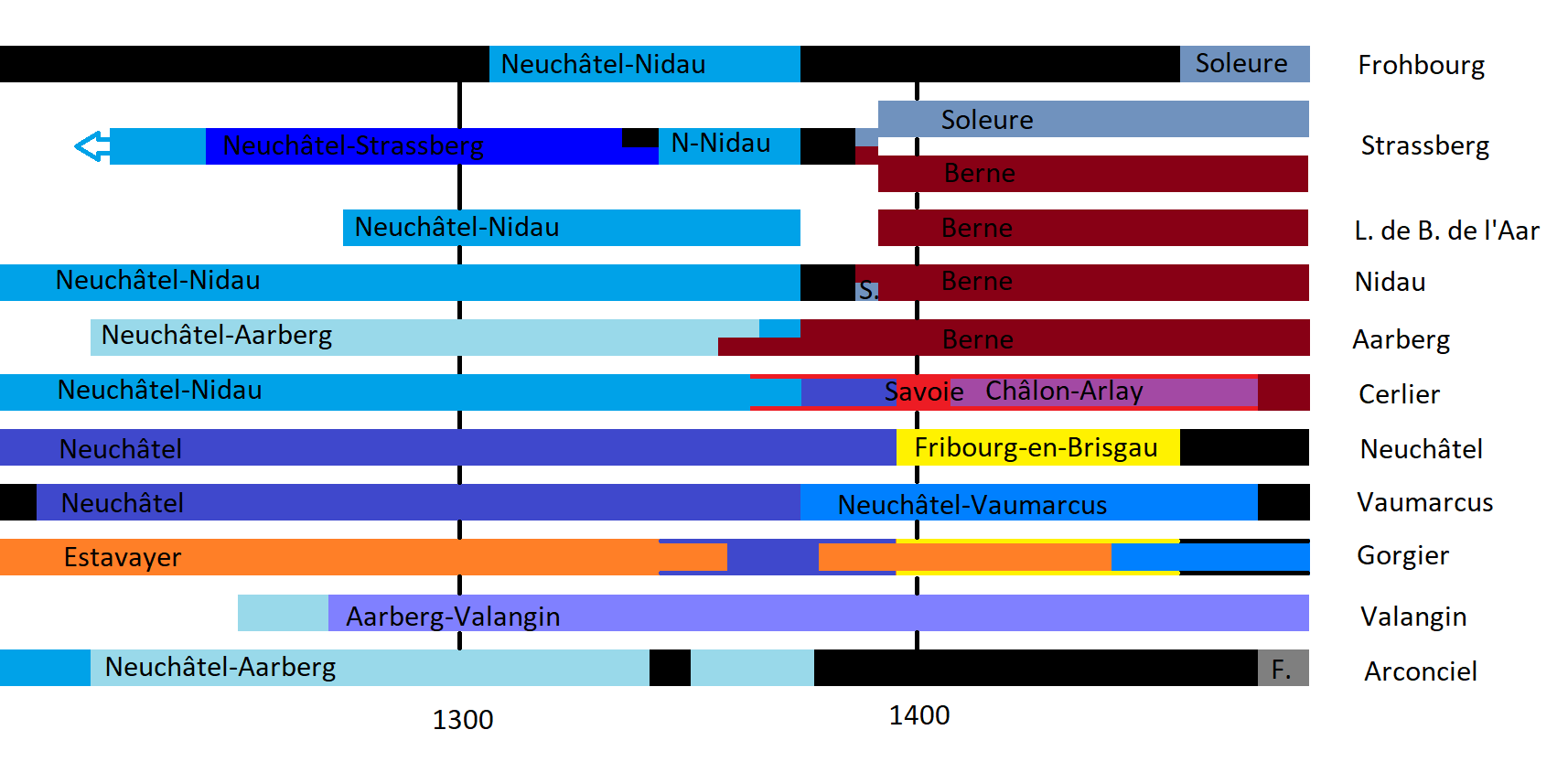
Possessions des différentes branches de la maison de Neuchâtel.

    - Berthold de Neuchâtel-Strassberg
      - Maison de Neuchâtel-Strassberg

    - Ulrich de Neuchâtel-Aarberg
      - Guillaume d'Aarberg-Aarberg
        - Pierre d'Aarberg-Aarberg

      - Jean d'Aarberg-Valangin

## Liste des comtes d'Aarberg
Ulrich IV de Neuchâtel-Aarberg, (? - 20 septembre 1276/79),, il est le fils d'Ulrich III de Neuchâtel-Nidau. Dès la mort de son père en décembre 1225 il est comte d'Aarberg, seigneur de Strassberg (qui était un château situé près de Büren an der Aare), d'Illens, d'Arconciel et de Valangin. Avant 1251 il échange avec son frère Berthold Ier de Strassberg la seigneurie de Strassberg contre Valangin. Il bâtit, en 1271, la ville et les deux ponts d'Aarberg ; c'est à cette occasion, pour remercier les habitants de leur contribution aux travaux, qu'il accordait des franchises à la ville. La même année il fait de même avec Arconciel-Illens.
Mariage et succession, :

Il épouse, avant juin 1251, Agnès (ou Agathe), dame de Montfaucon, fille de Thierry III de Montbéliard et d'Alix, fille de Frédéric II de Ferrette, de qui il a :
- Guillaume qui suit,
- Jean Ier de Neuchâtel-Valangin, (? - 1331), seigneur de Valangin,
- Ulrich, (? - 19 août 1329), co-seigneur d'Arberg et de Valangin, prévôt de Bâle,
- Thierry, (? - 1304), co-seigneur d'Arberg et de Valangin,
- Agnès,
- Marie.

Guillaume de Neuchâtel-Aarberg, (? - 1323),, comte d'Aarberg. Il conclut, en 1278, un traité avec Henri, bailli de Bienne puis évêque de Bâle son oncle, et les bourgeois de Neuchâtel.
Mariage et succession, :

Il épouse N..., (? - avant 1324), fille de Konrad von Wediswil et d'Élisabeth von Kramburg, de qui il a :
- Pierre qui suit,
- Agnès, elle épouse le 11 octobre 1320 Walram ou Walraf, (? - avant 1356), comte de Tierstein.

Pierre de Neuchâtel-Aarberg, (? - 1367),, comte d'Aarberg. Il participe à la guerre de Laupen le 21 juin 1339 qui voit s'affronter les troupes de Louis IV de Bavière contre les Bernois. Il s'allie avec son cousin Gérard de Neuchâtel-Valangin en lui accordant d'héberger ses troupes avant qu'elles ne se livrent à des incursions dans les terres bernoises. Victorieux sur le champ de bataille où Gérard devait perdre la vie, Pierre regagne l'abri des remparts de sa ville non sans avoir amené avec lui un important butin. Ne pouvant l'en déloger les Bernois ravagent les environs d'Aarberg. Ayant contracté la lèpre il finit ses jours à l'extérieur de la ville après avoir engagé son fief auprès de la ville de Berne qu'il avait combattue. En 1367 il vend la seigneurie d'Aarberg à son cousin Rodolphe IV de Neuchâtel-Nidau et en 1377 sa veuve Luquette de Gruyère vend Illens et Arconciel à Antoine de la Tour-Châtillon.
Mariage et succession, :
 
Il épouse N..., fille de Rodolphe d'Arbourg et de Bénédicte von Hewen, puis Luquette, fille de Pierre IV de Gruyère, il a Guillaume, (? - vers 1420/27) et Agnès qui ne lui donneront pas d'héritiers.